# Apolena (přírodní rezervace)
Skalní město Apolena je přírodní rezervace asi 400 metrů východně od Troskovic v okrese Semily v Libereckém kraji. Vyhlášena byla k ochraně lesního ekosystému v prostředí pískovcového skalního města. Přírodní rezervace je součástí Geoparku Český ráj, který se jako první geopark v České republice stal v roce 2015 součástí sítě globálních geoparků UNESCO.

## Charakteristika lokality
Skalní město Apolena vzniklo erozí rozpukané pískovcové tabule. Vliv na zmíněné rozpukání měla jednak erupce blízké sopky Trosky, k níž došlo cca před 17 milióny let, a jednak odsedání jednotlivých skalních bloků na úbočí Libuňské brázdy.
Přírodní rezervace s rozlohou 18,3 hektaru leží v katastrálním území obce Troskovice. Byla vyhlášena 22. dubna 1998 a spravuje ji Agentura ochrany přírody a krajiny ČR – regionální pracoviště Liberecko.

## Předmět ochrany

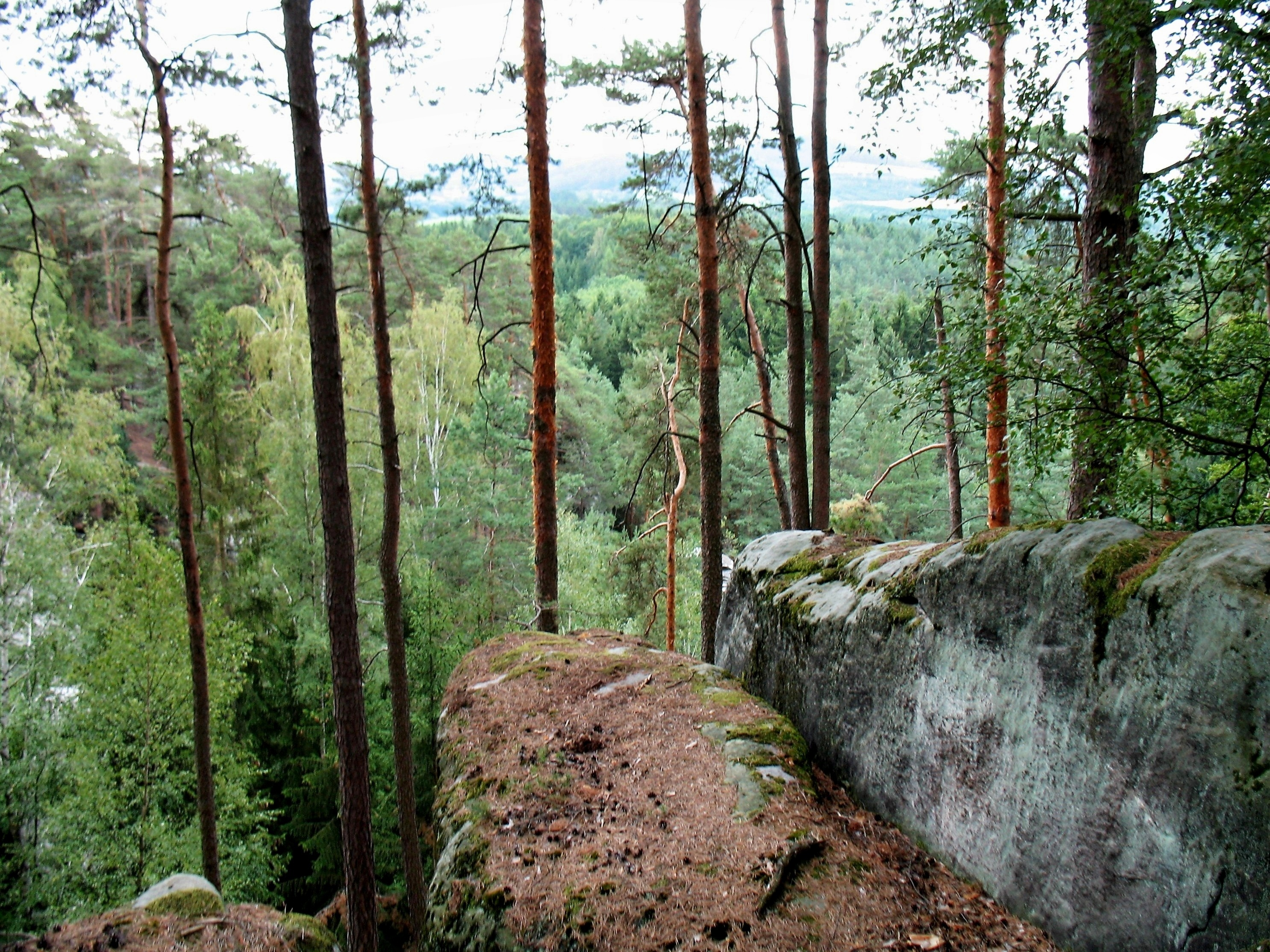
Pohled ze skal směrem na sever

Předmětem ochrany v této přírodní rezervaci je samo skalní město a jeho lesní ekosystém. Skalní město je tvořeno jednak okrajovými masívy a jednak samostatnými skalními věžemi, kterých je na tomto území celkem 27. Známé jsou také zdejší voštiny.
Pískovcové masívy a jednotlivé skalní věže skýtají vhodné podmínky pro hnízdění některých druhů skalních ptáků, jako je poštolka obecná (Falco tinnunculus), kavka obecná (Coloeus monedula) nebo výr velký (Bubo bubo). 
Toto území se překrývá s dalšími chráněnými lokalitami - je součástí Chráněné krajinné oblasti Český ráj a zároveň zde leží menší evropsky významná lokalita Natura 2000 – jeskyně Sklepy pod Troskami (rozloha 0,0398 hektaru). Jeskyně Sklepy, která je největší puklinovou pseudokrasovou jeskyní v Českém ráji, je chráněna jako významné zimoviště vrápence malého (Rhinolophus hipposideros). Kromě vrápenců byl v jeskyni zaznamenán nepravidelný výskyt řady druhů netopýrů (Microchiroptera).

## Přístup
Do rezervace nevede žádná turisticky značená cesta. V minulosti přímo jedním z průchodů ve skalách procházela červeně značená turistická trasa, od roku 2010 je ale tato skalní oblast oficiálně pro veřejnost uzavřena. Dále však přetrvává narušování skal a prostředí v rezervaci zejména návštěvníky a rekreanty z přilehlého veřejného tábořiště Svitačka, které je v majetku obce Troskovice.
Skály byly dříve využívány též horolezecky, avšak toto využití bylo značně problematické, neboť zdejší pískovec je velmi měkký – jedná se o málo zpevněnou a mechanicky nepříliš odolnou horninu s převážně kaolinickým tmelem, nejměkčí pískovec v celé oblasti Českého ráje. Skalní město Apolena, v němž se nacházelo pět desítek lezeckých cest, je od roku 2006 pro horolezecké aktivity uzavřeno.

## Galerie

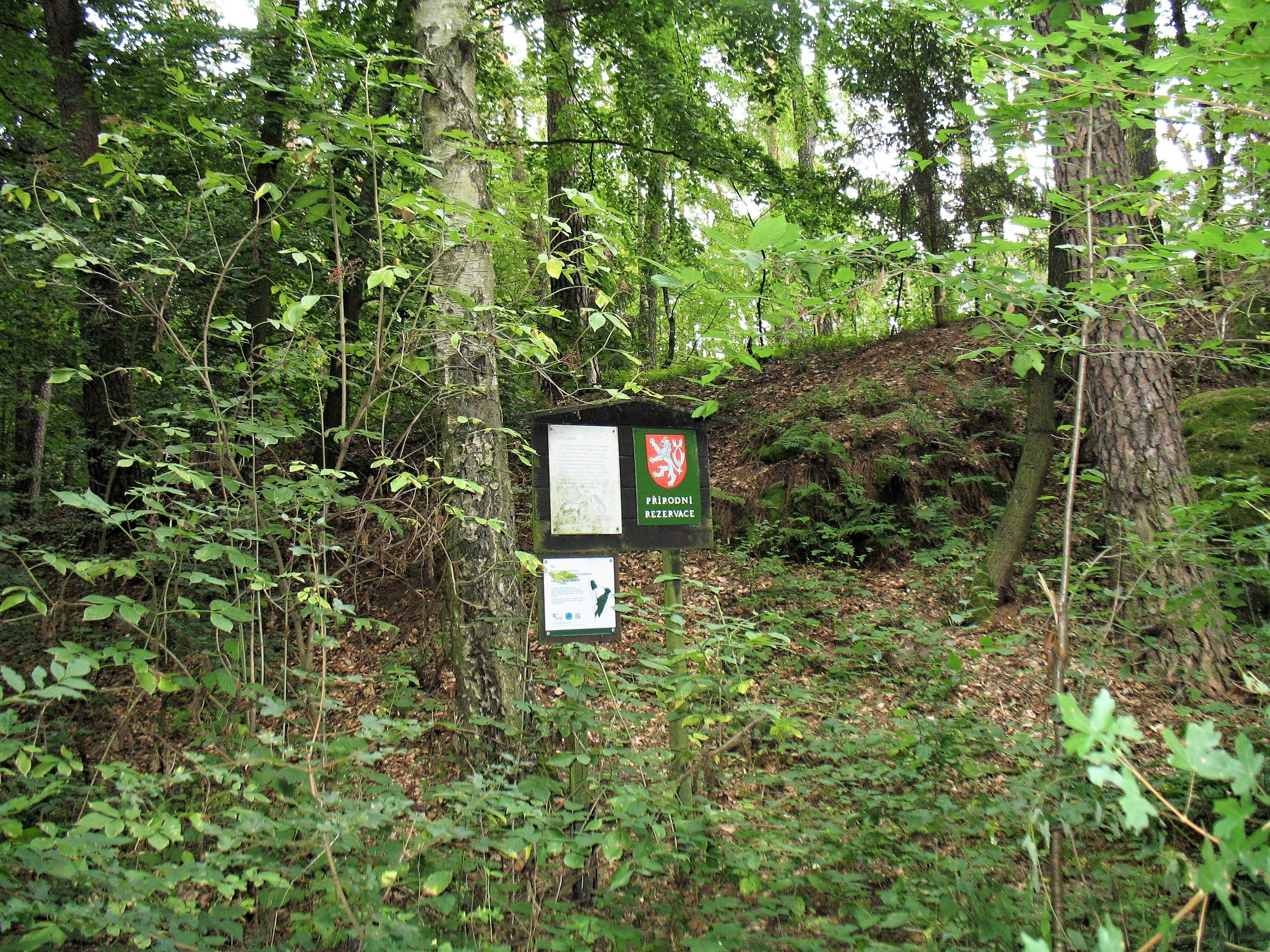
Hranice rezervace na konci tábořiště Svitačka
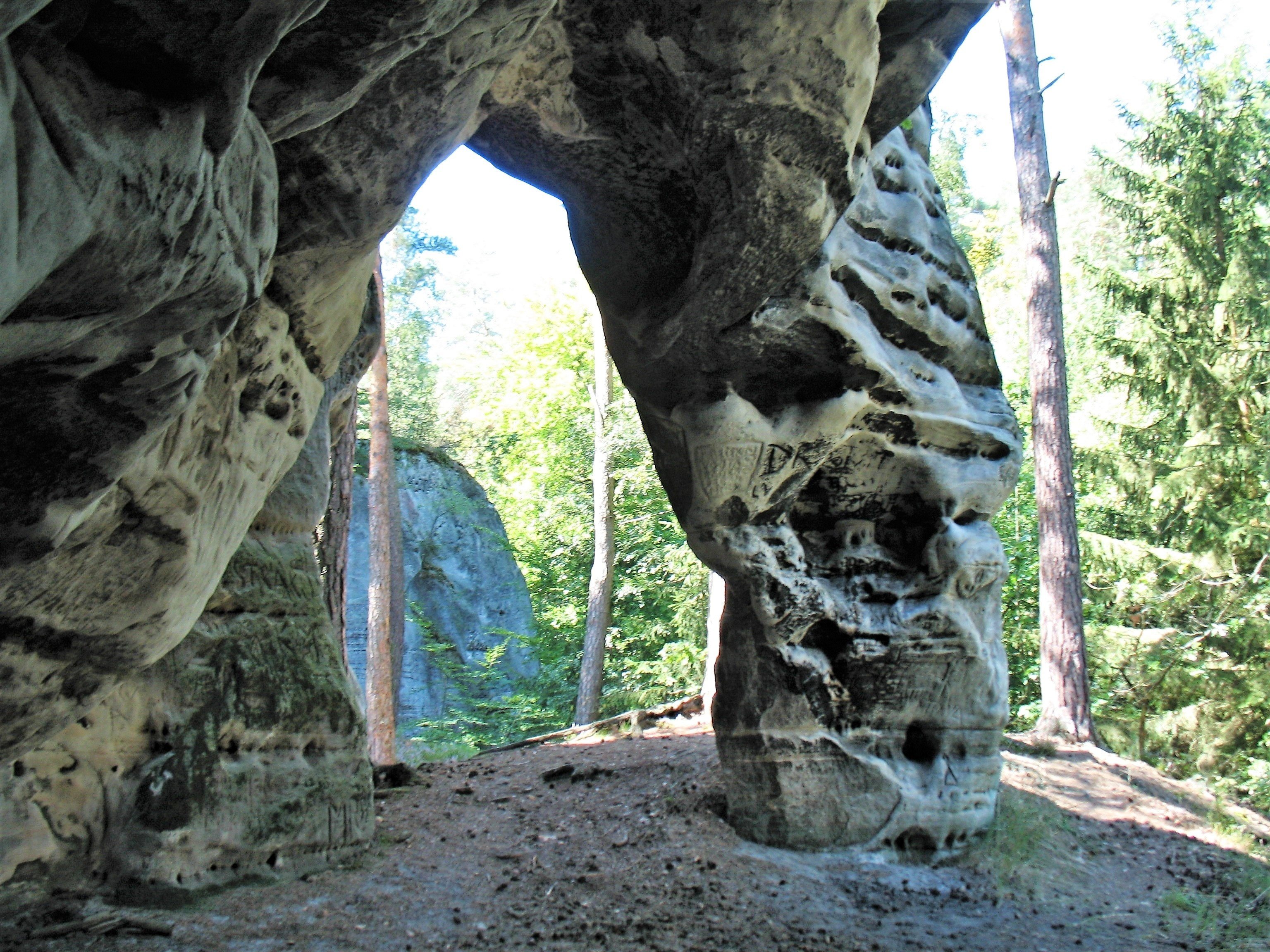
Skalní tvary v rezervaci
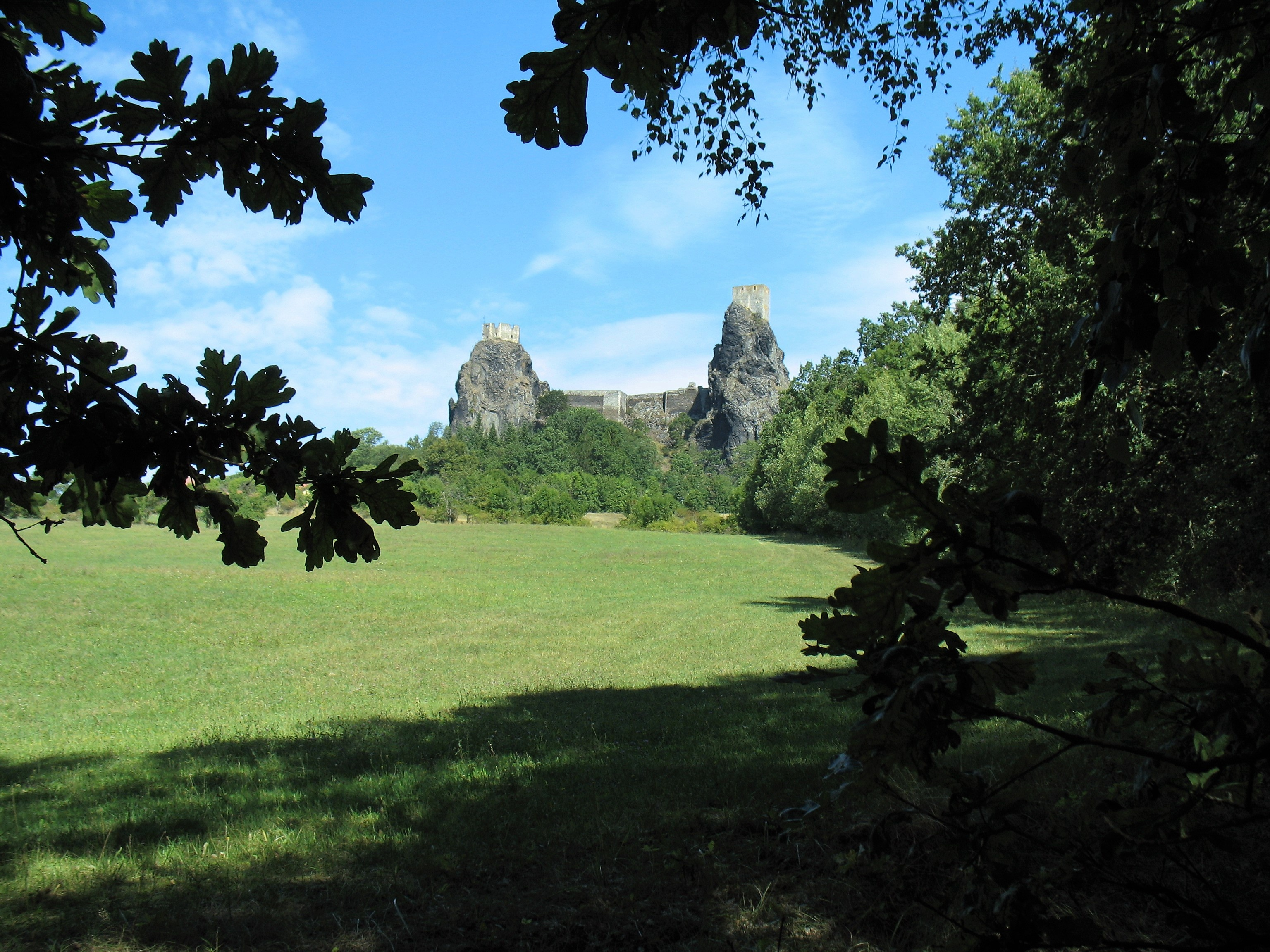
Trosky od západní hranice rezervace
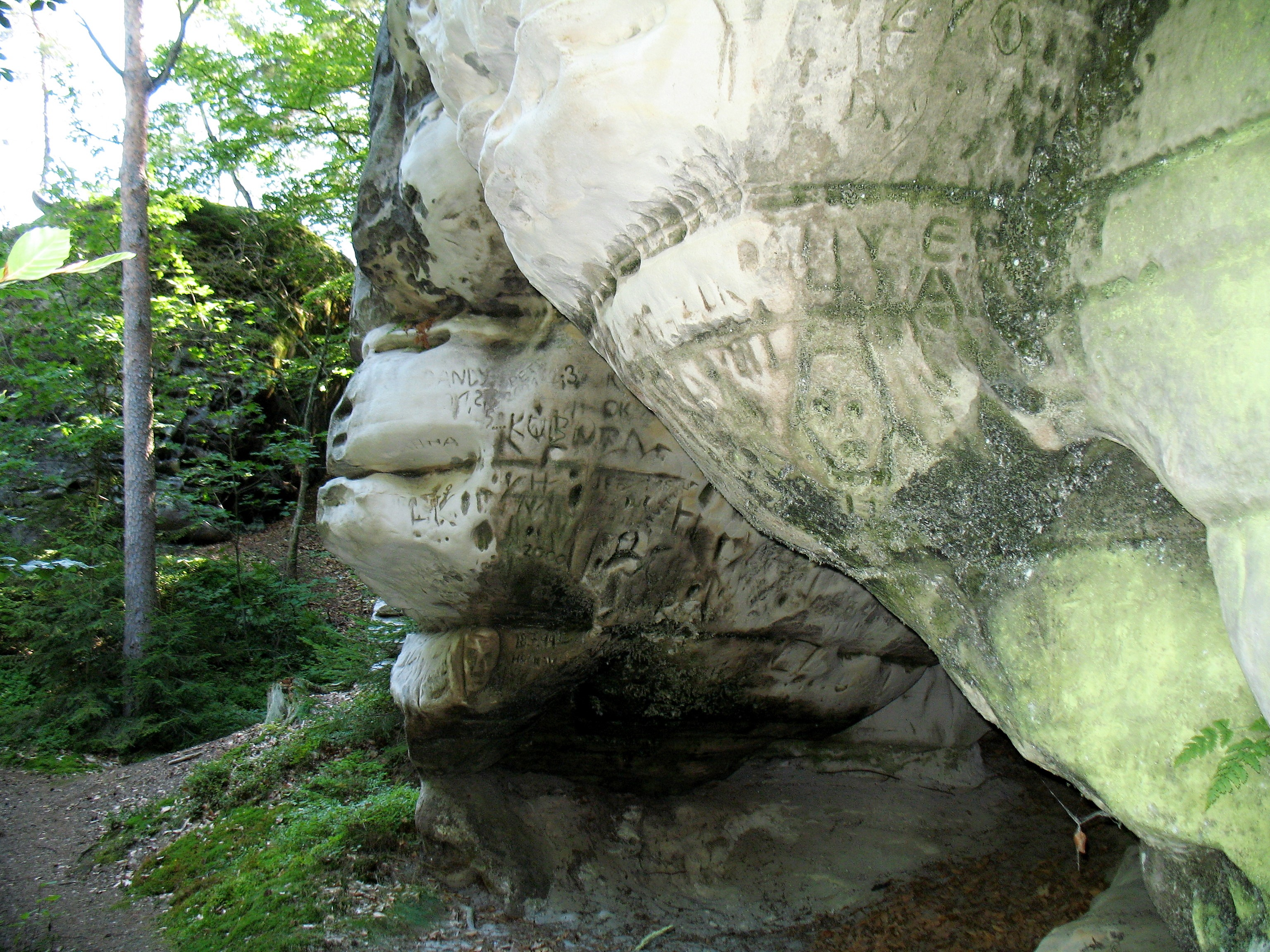
Skály poničené rytinami návštěvníků
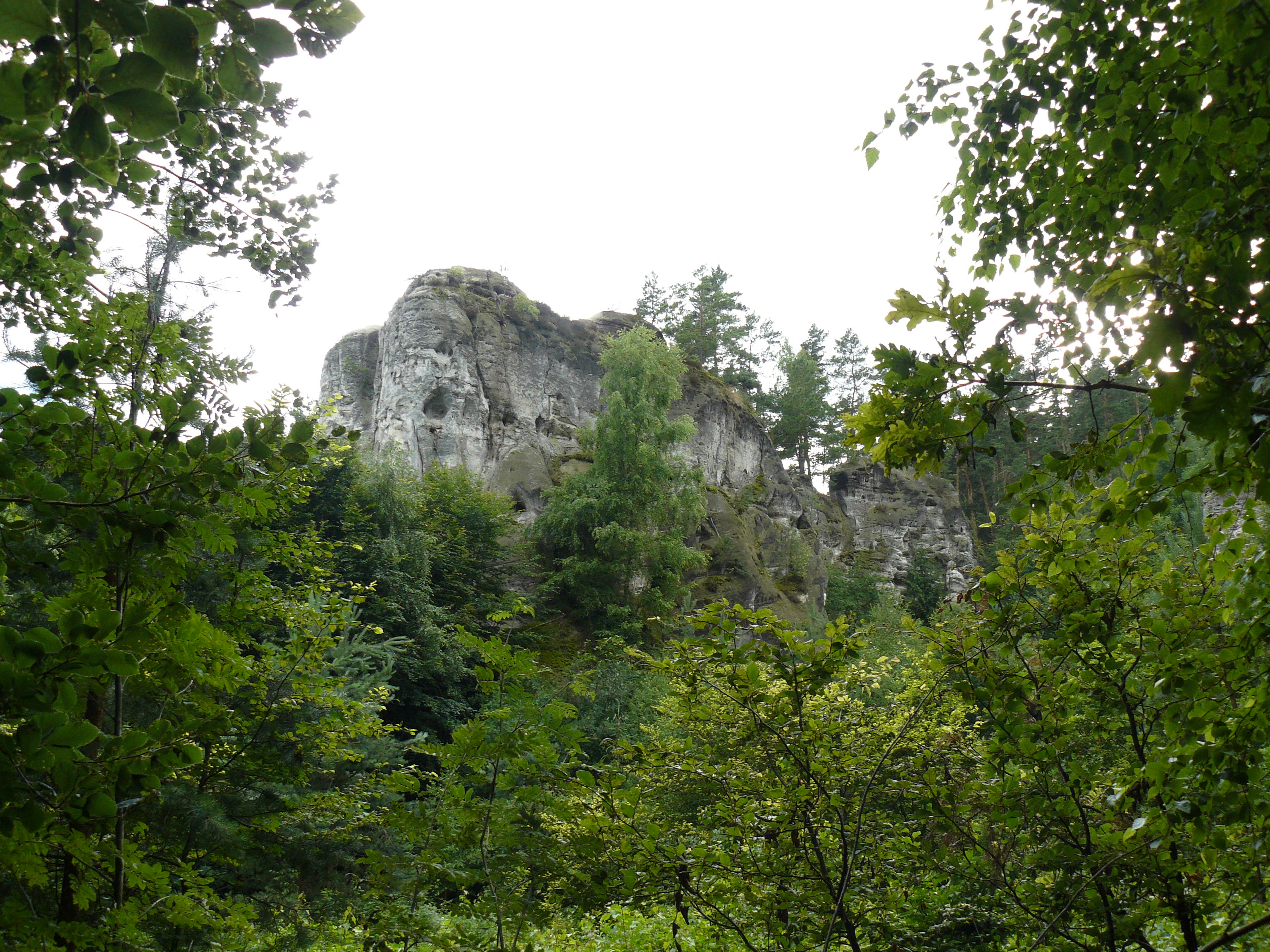
Pohled na skály od jejich úpatí